# Hitler Has Only Got One Ball
"Hitler Has Only Got One Ball" ("Hitler ha soltanto una palla"; anche nota come "The River Kwai March") è una canzone satirica britannica, composta all'incirca nel 1939 con musiche di una vecchia del 1914, che fu cantata dai soldati anglosassoni durante la guerra.

## Descrizione
Il testo della canzone prendeva come riferimento alcuni possibili voci dell'epoca sul possibile monorchidismo di Hitler e altri difetti fisici degli alti esponenti della Germania nazista. Solo Erwin Rommel sembrava godere di una reputazione migliore. Vi è anche un riferimento al pugile tedesco Max Schmeling battuto da Joe Louis negli anni immediatamente precedenti alla guerra.
La prima stanza è quella più famosa. Già molto celebre durante la guerra fra militari e civili, si fissò nell'immaginario collettivo anglosassone quando venne inclusa anche nel film del 1957 Il ponte sul fiume Kwai.

## Testo
Göring ne ha due ma molto piccole,
Himmler è piuttosto simile,
Ma il povero vecchio Goebbels non ha le palle.
Rommel ne ha quattro o cinque, immagino,
Nessuno è abbastanza sicuro di Rudolf Hess,
Schmeling urla sempre,
Ma il povero vecchio Goebbels non ha le palle.»